# Coppa del Mondo di biathlon 1998
La Coppa del Mondo di biathlon 1998 fu la ventunesima edizione della manifestazione organizzata dall'Unione Internazionale Biathlon; ebbe inizio il 6 dicembre 1997 a Lillehammer, in Norvegia, e si concluse il 15 marzo 1998 a Hochfilzen, in Austria. Nel corso della stagione si tennero a Nagano i XVIII Giochi olimpici invernali e a Pokljuka e Hochfilzen i Campionati mondiali di biathlon 1998, competizioni valide anche ai fini della Coppa del Mondo, il cui calendario non contemplò dunque interruzioni. Per la prima volta fu assegnata una coppa di specialità per la classifica per nazioni.
In campo maschile furono disputate 18 gare individuali e 6 a squadre in 8 diverse località. Il norvegese Ole Einar Bjørndalen si aggiudicò sia la coppa di cristallo, il trofeo assegnato al vincitore della classifica generale, sia la Coppa di sprint; il tedesco Sven Fischer vinse la Coppa di inseguimento e il norvegese Halvard Hanevold quella di individuale. Fischer era il detentore uscente della Coppa generale.
In campo femminile furono disputate 18 gare individuali e 6 a squadre in 8 diverse località. La svedese Magdalena Forsberg si aggiudicò sia la coppa di cristallo, sia tutte quelle di specialità. La Forsberg era la detentrice uscente della Coppa generale.

## Uomini

### Risultati
| Data                                 | Località    | Nazione   | Spec. | Primo                                                                         | Secondo                                                                     | Terzo                                                                         |
| ------------------------------------ | ----------- | --------- | ----- | ----------------------------------------------------------------------------- | --------------------------------------------------------------------------- | ----------------------------------------------------------------------------- |
| 6 dicembre 1997                      | Lillehammer | Norvegia  | SP    | Frank Luck                                                                    | Ole Einar Bjørndalen                                                        | Raphaël Poirée                                                                |
| 7 dicembre 1997                      | Lillehammer | Norvegia  | PU    | Aljaksej Ajdaraŭ                                                              | Halvard Hanevold                                                            | Pavel Muslimov                                                                |
| 11 dicembre 1997                     | Östersund   | Svezia    | IN    | Sylfest Glimsdal                                                              | Aleksej Kobelev                                                             | Viktor Majgurov                                                               |
| 13 dicembre 1997                     | Östersund   | Svezia    | SP    | Aleksej Kobelev                                                               | Raphaël Poirée                                                              | Carsten Heymann                                                               |
| 14 dicembre 1997                     | Östersund   | Svezia    | RL    | Norvegia Egil Gjelland Sylfest Glimsdal Halvard Hanevold Ole Einar Bjørndalen | Germania Jan Wüstenfeld Carsten Heymann Marco Morgenstern Sven Fischer      | Italia Patrick Favre Wilfried Pallhuber Pieralberto Carrara René Cattarinussi |
| 18 dicembre 1997                     | Kontiolahti | Finlandia | SP    | Jan Wüstenfeld                                                                | Ricco Groß                                                                  | Sven Fischer                                                                  |
| 20 dicembre 1997                     | Kontiolahti | Finlandia | PU    | Sven Fischer                                                                  | Ludwig Gredler                                                              | Jan Wüstenfeld                                                                |
| 21 dicembre 1997                     | Kontiolahti | Finlandia | RL    | Russia Sergej Rožkov Vladimir Dračëv Sergej Tarasov Pavel Rostovcev           | Bielorussia Aljaksej Ajdaraŭ Aleh Ryžankoŭ Vadzim Sašuryn Aljaksandr Papoŭ  | Italia Patrick Favre Wilfried Pallhuber Pieralberto Carrara René Cattarinussi |
| 8 gennaio 1998                       | Ruhpolding  | Germania  | SP    | Raphaël Poirée                                                                | Ole Einar Bjørndalen                                                        | Ricco Groß                                                                    |
| 10 gennaio 1998                      | Ruhpolding  | Germania  | SP    | Frode Andresen                                                                | Ole Einar Bjørndalen                                                        | Raphaël Poirée                                                                |
| 11 gennaio 1998                      | Ruhpolding  | Germania  | RL    | Norvegia Egil Gjelland Frode Andresen Dag Bjørndalen Ole Einar Bjørndalen     | Germania Ricco Groß Jan Wüstenfeld Sven Fischer Frank Luck                  | Russia Sergej Rožkov Pavel Vavilov Pavel Rostovcev Aleksej Kobelev            |
| 15 gennaio 1998                      | Anterselva  | Italia    | IN    | Halvard Hanevold                                                              | Ricco Groß                                                                  | Aljaksej Ajdaraŭ                                                              |
| 17 gennaio 1998                      | Anterselva  | Italia    | SP    | Ole Einar Bjørndalen                                                          | Frode Andresen                                                              | Viktor Majgurov                                                               |
| 18 gennaio 1998                      | Anterselva  | Italia    | RL    | Germania Ricco Groß Peter Sendel Sven Fischer Frank Luck                      | Norvegia Egil Gjelland Halvard Hanevold Frode Andresen Ole Einar Bjørndalen | Bielorussia Aljaksej Ajdaraŭ Aleh Ryžankoŭ Aljaksandr Papoŭ Vadzim Sašuryn    |
| XVIII Giochi olimpici invernali      |             |           |       |                                                                               |                                                                             |                                                                               |
| 11 febbraio 1998                     | Nagano      | Giappone  | IN    | Halvard Hanevold                                                              | Pieralberto Carrara                                                         | Aljaksej Ajdaraŭ                                                              |
| 18 febbraio 1998                     | Nagano      | Giappone  | SP    | Ole Einar Bjørndalen                                                          | Frode Andresen                                                              | Ville Räikkönen                                                               |
| 21 febbraio 1998                     | Nagano      | Giappone  | RL    | Germania Ricco Groß Peter Sendel Sven Fischer Frank Luck                      | Norvegia Egil Gjelland Halvard Hanevold Dag Bjørndalen Ole Einar Bjørndalen | Russia Pavel Muslimov Vladimir Dračëv Sergej Tarasov Viktor Majgurov          |
| 3 marzo 1998                         | Pokljuka    | Slovenia  | IN    | Ricco Groß                                                                    | Egil Gjelland                                                               | Ole Einar Bjørndalen                                                          |
| 5 marzo 1998                         | Pokljuka    | Slovenia  | SP    | Frank Luck                                                                    | Raphaël Poirée                                                              | Viktor Majgurov                                                               |
| 7 marzo 1998                         | Pokljuka    | Slovenia  | SP    | Vladimir Dračëv                                                               | Sven Fischer                                                                | Ilmārs Bricis                                                                 |
| Campionati mondiali di biathlon 1998 |             |           |       |                                                                               |                                                                             |                                                                               |
| 8 marzo 1998                         | Pokljuka    | Slovenia  | PU    | Vladimir Dračëv                                                               | Ole Einar Bjørndalen                                                        | Raphaël Poirée                                                                |
| 12 marzo 1998                        | Hochfilzen  | Austria   | IN    | Vladimir Dračëv                                                               | Halvard Hanevold                                                            | Viktor Majgurov                                                               |
| 14 marzo 1998                        | Hochfilzen  | Austria   | SP    | Vladimir Dračëv                                                               | Ilmārs Bricis                                                               | Sven Fischer                                                                  |
| Campionati mondiali di biathlon 1998 |             |           |       |                                                                               |                                                                             |                                                                               |
| 15 marzo 1998                        | Hochfilzen  | Austria   | TM    | Norvegia Egil Gjelland Sylfest Glimsdal Halvard Hanevold Ole Einar Bjørndalen | Germania Ricco Groß Carsten Heymann Sven Fischer Frank Luck                 | Russia Vladimir Dračëv Aleksej Kobelev Sergej Rožkov Viktor Majgurov          |

Legenda:

IN = individuale

SP = sprint

PU = inseguimento

MS = partenza in linea

RL = staffetta

TM = gara a squadre

### Classifiche

#### Generale
| Pos. | Nome                 | Nazione  | Punti |
| ---- | -------------------- | -------- | ----- |
| 1    | Ole Einar Bjørndalen | Norvegia | 289   |
| 2    | Ricco Groß           | Germania | 286   |
| 3    | Sven Fischer         | Germania | 270   |
| 4    | Halvard Hanevold     | Norvegia | 263   |
| 5    | Raphaël Poirée       | Francia  | 249   |
| 6    | Vladimir Dračëv      | Russia   | 240   |
| 7    | Frank Luck           | Germania | 231   |
| 8    | Viktor Majgurov      | Russia   | 230   |
| 9    | Frode Andresen       | Norvegia | 222   |
| 10   | Sergej Rožkov        | Russia   | 165   |

#### Sprint
| Pos. | Nome                 | Nazione  | Punti |
| ---- | -------------------- | -------- | ----- |
| 1    | Ole Einar Bjørndalen | Norvegia | 185   |
| 2    | Raphaël Poirée       | Francia  | 161   |
| 3    | Frode Andresen       | Norvegia | 147   |
| 3    | Sven Fischer         | Germania | 147   |
| 5    | Vladimir Dračëv      | Russia   | 145   |

#### Inseguimento
| Pos. | Nome            | Nazione  | Punti |
| ---- | --------------- | -------- | ----- |
| 1    | Sven Fischer    | Germania | 72    |
| 2    | Ricco Groß      | Germania | 59    |
| 3    | Sergej Rožkov   | Russia   | 54    |
| 4    | Vladimir Dračëv | Russia   | 51    |
| 4    | Frank Luck      | Germania | 51    |

#### Individuale
| Pos. | Nome                 | Nazione  | Punti |
| ---- | -------------------- | -------- | ----- |
| 1    | Halvard Hanevold     | Norvegia | 103   |
| 2    | Ricco Groß           | Germania | 94    |
| 3    | Ole Einar Bjørndalen | Norvegia | 71    |
| 4    | Pieralberto Carrara  | Italia   | 70    |
| 5    | Viktor Majgurov      | Russia   | 68    |
| 5    | Dag Bjørndalen       | Norvegia | 68    |

#### Staffetta
| Pos. | Nazione     | Punti |
| ---- | ----------- | ----- |
| 1    | Germania    | 112   |
| 1    | Norvegia    | 112   |
| 3    | Russia      | 98    |
| 4    | Bielorussia | 90    |
| 5    | Italia      | 87    |

#### Nazioni
| Pos. | Nazione     | Punti |
| ---- | ----------- | ----- |
| 1    | Norvegia    | 5660  |
| 2    | Germania    | 5493  |
| 3    | Russia      | 5481  |
| 4    | Italia      | 4943  |
| 5    | Bielorussia | 3522  |

## Donne

### Risultati
| Data                                 | Località    | Nazione   | Spec. | Prima                                                                             | Seconda                                                                                    | Terza                                                                                      |
| ------------------------------------ | ----------- | --------- | ----- | --------------------------------------------------------------------------------- | ------------------------------------------------------------------------------------------ | ------------------------------------------------------------------------------------------ |
| 6 dicembre 1997                      | Lillehammer | Norvegia  | SP    | Galina Kukleva                                                                    | Ol'ga Mel'nik                                                                              | Magdalena Forsberg                                                                         |
| 7 dicembre 1997                      | Lillehammer | Norvegia  | PU    | Galina Kukleva                                                                    | Magdalena Forsberg                                                                         | Uschi Disl                                                                                 |
| 11 dicembre 1997                     | Östersund   | Svezia    | IN    | Andreja Koblar                                                                    | Magdalena Forsberg                                                                         | Olena Petrova                                                                              |
| 13 dicembre 1997                     | Östersund   | Svezia    | SP    | Magdalena Forsberg                                                                | Alena Zubrylava                                                                            | Galina Kukleva                                                                             |
| 14 dicembre 1997                     | Östersund   | Svezia    | RL    | Francia Florence Baverel-Robert Emmanuelle Claret Christelle Gros Corinne Niogret | Germania Uschi Disl Martina Zellner Katrin Apel Petra Behle                                | Russia Ol'ga Mel'nik Galina Kukleva Al'bina Achatova Anna Volkova                          |
| 18 dicembre 1997                     | Kontiolahti | Finlandia | SP    | Uschi Disl                                                                        | Martina Zellner                                                                            | Svetlana Išmuratova                                                                        |
| 20 dicembre 1997                     | Kontiolahti | Finlandia | PU    | Magdalena Forsberg                                                                | Svetlana Išmuratova                                                                        | Martina Zellner                                                                            |
| 21 dicembre 1997                     | Kontiolahti | Finlandia | RL    | Rep. Ceca Kateřina Holubcová Jiřina Pelcová Irena Česneková Eva Háková            | Francia Florence Baverel-Robert Anne Briand Christelle Gros Corinne Niogret                | Germania Uschi Disl Simone Greiner-Petter-Memm Katrin Apel Martina Zellner                 |
| 8 gennaio 1998                       | Ruhpolding  | Germania  | SP    | Magdalena Forsberg                                                                | Petra Behle                                                                                | Corinne Niogret                                                                            |
| 10 gennaio 1998                      | Ruhpolding  | Germania  | SP    | Petra Behle                                                                       | Martina Zellner                                                                            | Corinne Niogret                                                                            |
| 11 gennaio 1998                      | Ruhpolding  | Germania  | RL    | Russia Ol'ga Mel'nik Galina Kukleva Nadežda Talanova Al'bina Achatova             | Germania Uschi Disl Martina Zellner Katrin Apel Petra Behle                                | Norvegia Ann Elen Skjelbreid Annette Sikveland Gunn Margit Andreassen Liv Grete Skjelbreid |
| 15 gennaio 1998                      | Anterselva  | Italia    | IN    | Ol'ga Romas'ko                                                                    | Liv Grete Skjelbreid                                                                       | Magdalena Forsberg                                                                         |
| 17 gennaio 1998                      | Anterselva  | Italia    | SP    | Nina Lemeš                                                                        | Svetlana Išmuratova                                                                        | Magdalena Forsberg                                                                         |
| 18 gennaio 1998                      | Anterselva  | Italia    | RL    | Russia Anna Volkova Galina Kukleva Ol'ga Romas'ko Al'bina Achatova                | Norvegia Ann Elen Skjelbreid Annette Sikveland Gunn Margit Andreassen Liv Grete Skjelbreid | Germania Uschi Disl Martina Zellner Katrin Apel Katja Beer                                 |
| XVIII Giochi olimpici invernali      |             |           |       |                                                                                   |                                                                                            |                                                                                            |
| 9 febbraio 1998                      | Nagano      | Giappone  | IN    | Ekaterina Dafovska                                                                | Olena Petrova                                                                              | Uschi Disl                                                                                 |
| 15 febbraio 1998                     | Nagano      | Giappone  | SP    | Galina Kukleva                                                                    | Uschi Disl                                                                                 | Katrin Apel                                                                                |
| 19 febbraio 1998                     | Nagano      | Giappone  | RL    | Germania Uschi Disl Martina Zellner Katrin Apel Petra Behle                       | Russia Ol'ga Mel'nik Galina Kukleva Al'bina Achatova Ol'ga Romas'ko                        | Norvegia Ann Elen Skjelbreid Annette Sikveland Gunn Margit Andreassen Liv Grete Skjelbreid |
| 3 marzo 1998                         | Pokljuka    | Slovenia  | IN    | Magdalena Forsberg                                                                | Florence Baverel-Robert                                                                    | Uschi Disl                                                                                 |
| 5 marzo 1998                         | Pokljuka    | Slovenia  | SP    | Corinne Niogret                                                                   | Emmanuelle Claret                                                                          | Annette Sikveland                                                                          |
| 7 marzo 1998                         | Pokljuka    | Slovenia  | SP    | Magdalena Forsberg                                                                | Ann Elen Skjelbreid                                                                        | Christelle Gros                                                                            |
| Campionati mondiali di biathlon 1998 |             |           |       |                                                                                   |                                                                                            |                                                                                            |
| 8 marzo 1998                         | Pokljuka    | Slovenia  | PU    | Magdalena Forsberg                                                                | Corinne Niogret                                                                            | Martina Zellner                                                                            |
| 12 marzo 1998                        | Hochfilzen  | Austria   | IN    | Uschi Disl                                                                        | Andreja Koblar                                                                             | Martina Zellner                                                                            |
| 14 marzo 1998                        | Hochfilzen  | Austria   | SP    | Uschi Disl                                                                        | Magdalena Forsberg                                                                         | Liv Grete Skjelbreid                                                                       |
| Campionati mondiali di biathlon 1998 |             |           |       |                                                                                   |                                                                                            |                                                                                            |
| 15 marzo 1998                        | Hochfilzen  | Austria   | TM    | Russia Anna Volkova Ol'ga Romas'ko Svetlana Išmuratova Al'bina Achatova           | Norvegia Hildegunn Mikkelsplass Ann Elen Skjelbreid Annette Sikveland Liv Grete Skjelbreid | Finlandia Katja Holanti Tiina Mikkola Mari Lampinen Sanna-Leena Perunka                    |

Legenda:

IN = individuale

SP = sprint

PU = inseguimento

MS = partenza in linea

RL = staffetta

TM = gara a squadre

### Classifiche

#### Generale
| Pos. | Nome                    | Nazione  | Punti |
| ---- | ----------------------- | -------- | ----- |
| 1    | Magdalena Forsberg      | Svezia   | 387   |
| 2    | Uschi Disl              | Germania | 325   |
| 3    | Martina Zellner         | Germania | 255   |
| 4    | Corinne Niogret         | Francia  | 238   |
| 5    | Galina Kukleva          | Russia   | 227   |
| 6    | Andreja Koblar          | Slovenia | 221   |
| 7    | Petra Behle             | Germania | 194   |
| 8    | Al'bina Achatova        | Russia   | 184   |
| 9    | Ann Elen Skjelbreid     | Norvegia | 182   |
| 10   | Florence Baverel-Robert | Francia  | 181   |

#### Sprint
| Pos. | Nome               | Nazione  | Punti |
| ---- | ------------------ | -------- | ----- |
| 1    | Magdalena Forsberg | Svezia   | 202   |
| 2    | Uschi Disl         | Germania | 171   |
| 3    | Corinne Niogret    | Francia  | 152   |
| 4    | Galina Kukleva     | Russia   | 141   |
| 5    | Martina Zellner    | Germania | 129   |

#### Inseguimento
| Pos. | Nome               | Nazione  | Punti |
| ---- | ------------------ | -------- | ----- |
| 1    | Magdalena Forsberg | Svezia   | 86    |
| 2    | Uschi Disl         | Germania | 57    |
| 3    | Corinne Niogret    | Francia  | 53    |
| 4    | Galina Kukleva     | Russia   | 49    |
| 5    | Martina Zellner    | Francia  | 48    |

#### Individuale
| Pos. | Nome               | Nazione  | Punti |
| ---- | ------------------ | -------- | ----- |
| 1    | Magdalena Forsberg | Svezia   | 99    |
| 2    | Uschi Disl         | Germania | 97    |
| 3    | Andreja Koblar     | Slovenia | 83    |
| 4    | Martina Zellner    | Germania | 78    |
| 5    | Olena Petrova      | Ucraina  | 77    |

#### Staffetta
| Pos. | Nazione   | Punti |
| ---- | --------- | ----- |
| 1    | Russia    | 110   |
| 2    | Germania  | 106   |
| 3    | Francia   | 100   |
| 4    | Norvegia  | 96    |
| 5    | Rep. Ceca | 91    |

#### Nazioni
| Pos. | Nazione  | Punti |
| ---- | -------- | ----- |
| 1    | Germania | 5560  |
| 2    | Russia   | 5454  |
| 3    | Francia  | 5151  |
| 4    | Norvegia | 5108  |
| 5    | Ucraina  | 4601  |